# Прњавор (Бихаћ)
Прњавор је насељено мјесто у Босни и Херцеговини у општини Бихаћ које административно припада Федерацији Босне и Херцеговине. Према попису становништва из 1991. у насељу је живјело 348 становника.

## Становништво
| Националност       | 1991. |
| Муслимани          | 344   |
| Хрвати             | 1     |
| Срби               |       |
| Југословени        |       |
| остали и непознато | 3     |
| Укупно             | 348   |